# Another Part of Me
"Another Part of Me" é um single do cantor Michael Jackson, lançada em 1988 como parte da promoção do álbum Bad. A canção foi concebida originalmente para o curta Captain EO, da Disney, estrelado por Michael Jackson. "Another Part Of Me" é uma das faixas mais antigas gravadas que foram escolhidas para o seu sétimo álbum de estudo (Bad), mas seria substituída pela faixa "Streetwalker" que não foi lançada no álbum Bad e apenas apareceu no álbum de comemoração de 25 anos do álbum Bad (Bad 25th Anniversary). A canção atingiu o #1 na parada de R&B da Billboard. A canção está no jogo Michael Jackson's Moonwalker em seu terceiro nível.

## Performances
Another Part of Me foi perfomado na Bad World Tour, na segunda parte da turnê (em 1988) e na terceira parte (em 1989). No concerto real da Dangerous World Tour em Brunei, 1996, Michael iria executar a canção depois de Wanna Be Startin' Somethin', porém reformou a setlist e a tirou, então Michael não executou a canção.

## Videoclipe
O videoclipe oficial da música, dirigido por Patrick Kelly, na verdade é uma edição de duas performances de Michael: uma em Paris e outra em Londres no Wembley Stadium ambas durante a Bad World Tour.

## Faixas e formatos
7"
1. Another Part of Me (Single Mix) – 3:46
2. Another Part of Me (Instrumental) – 3:46

12" single & Picture Disc – CD Maxi
1. Another Part of Me (Extended Dance Mix) – 6:18
2. Another Part of Me (Radio Edit) – 4:24
3. Another Part of Me (Dub Mix) – 3:51
4. Another Part of Me (A Cappella) – 4:01

Estados Unidos (Promo CD Single)
1. Another Part of Me (Single Mix)
2. Another Part of Me (Extended Dance Mix)
3. Another Part of Me (Radio Edit)
4. Another Part of Me (Dub Mix)
5. Another Part of Me (A Cappella)